# Peter Custis
Peter Custis (Deep Creek, 1781 – New Bern, 1º maggio 1842) è stato un naturalista statunitense.
Terminati gli studi l'University of Pennsylvania di Filadelfia, fu scelto dall'allora presidente Thomas Jefferson per partecipare alla Spedizione del Red River (1806), guidata da Thomas Freeman.